# Jell-O
Jell-O est une marque déposée appartenant à Kraft Heinz proposant une variété de gelée se mangeant en dessert. Le terme « Jell-O » est devenu un nom générique utilisé à travers les États-Unis et le Canada pour désigner les préparations de gélatines à desserts.

## Histoire

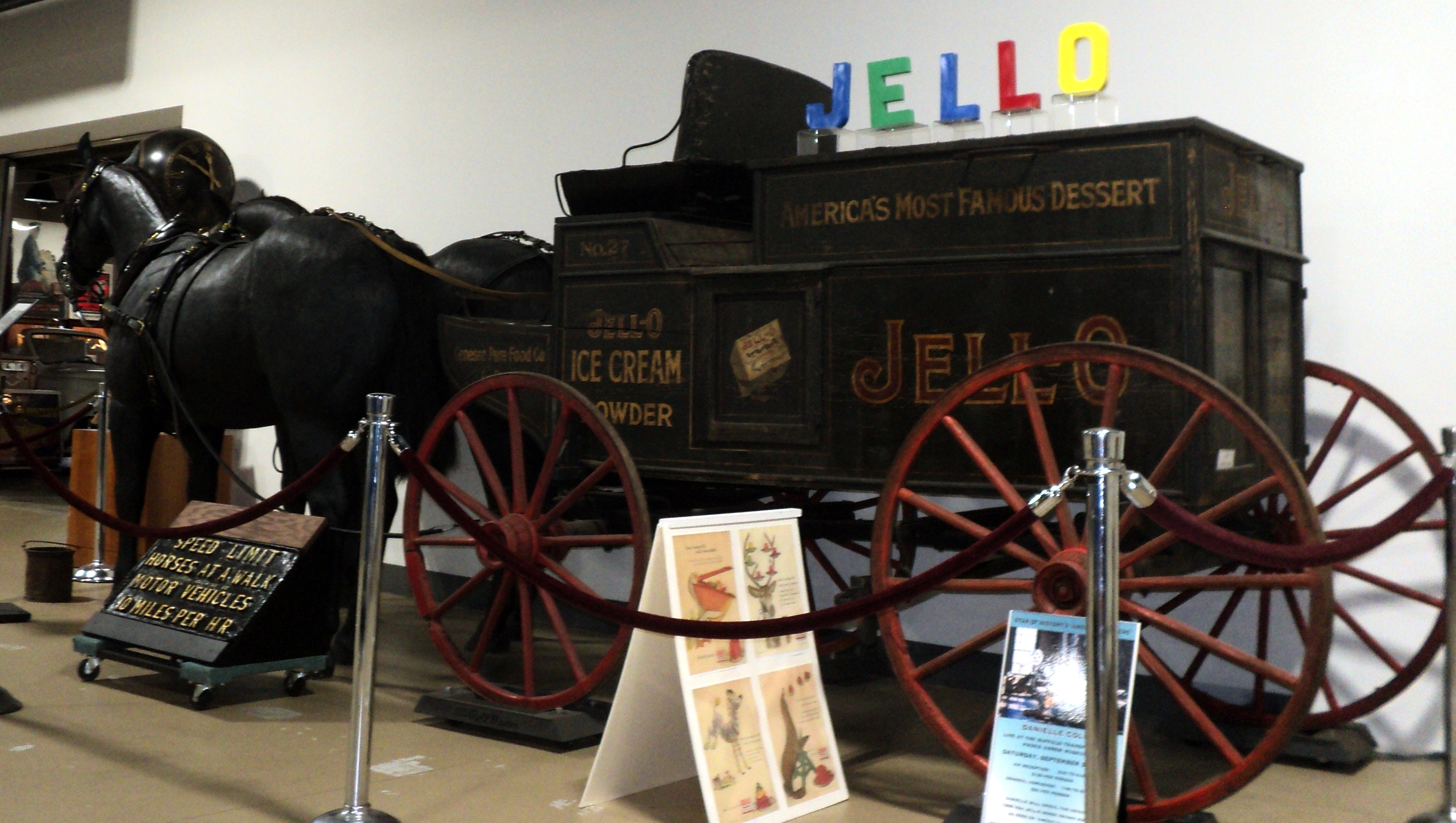
Chariot utilisé pour transporter le produit, avant l'ère des véhicules motorisés.

En 1897, May Wait, femme d'un charpentier, donne le nom de Jell-O à un mix en poudre de sucre, gelatine et édulcorants fruités créé et vendu par son mari. Le produit se vend peu et  Pearle Bixby Wait le vend en 1899 pour $450, passant alors à côté de la fortune. Le produit est racheté par l'entrepreneur Frank Woodward qui développe un marketing de masse intensif autour du produit. En 1925, Jell-O se joint à Postum Cereal Company pour créer ce qui deviendra le groupe General Foods.
En 1964, la société quitte Le Roy dans l'État de New York pour s'installer à Dover dans le Delaware.
Dans les années 1990, alors que Jell-O génère plus d'un milliard de dollars de ventes annuelles, Kraft Foods finance l'aménagement d'un musée Jell-O à Le Roy, le Jell-O Gallery.
En 2001, l'État du Utah aux États-Unis déclare le Jell-O snack officiel de l'État, la marque étant très prisée par les populations mormones.

## Description
La poudre de Jell-O est composée à 80% de sucre.
Dans son livre Jell-O: A Biography - The History and Mystery of America's Most Famous Dessert (2001), la critique culinaire Carolyn Wyman décrit la simplicité du Jell-O en le qualifiant de « nourriture qui ressemble le plus à un jouet ».

## Dans la culture populaire
Dès 1902, la « Jell-O Girl » devient une figure connue des encarts publicitaires.  En 1909, la société engage l'autrice de comic strip Rose O'Neill pour dessiner toutes ses publicités.
De 1934 à 1945, la marque finance une émission de radio américaine animée par Jack Benny qui rend alors l'expression « Jell-O again! » populaire. Pendant de nombreuses décennies, la société développe la marque Jell-O avec une distribution massive de moules à Jell-O qui sont devenus un élément de la pop culture américaine. 
Dans les années 1960, la marque édite des collections de cartes de baseball et sponsorise un modèle de poupée Barbie, la Very Berry Barbie. 
Au début des années 1990, une affaire criminelle connaît un retentissement médiatique aux États-Unis : le meurtre Jell-O (« Jell-O Murder ») met en cause une femme de quarante ans ayant empoissoné un homme de soixante ans avec des Jell-Os remplis de LSD, ce qui a provoqué un arrêt cardiaque chez la victime,.
Le chanteur punk Jello Biafra a tiré son nom de cette marque[réf. nécessaire].
Le pseudonyme « J.Lo » de Jennifer Lopez y fait référence[réf. nécessaire].